# 68 Ventures Bowl 2024
Match précédent Match suivant
Le 68 Ventures Bowl 2024 est un match de football américain de niveau universitaire joué après la saison régulière de 2024, le 26 décembre 2024 au Hancock Whitney Stadium (en) situé à Mobile dans l'État d' Alabama aux États-Unis.
Il s'agit de la 26e édition du 68 Ventures Bowl.
Le match met en présence l'équipe des Red Wolves d'Arkansas State issue de la Sun Belt Conference et l'équipe des Falcons de Bowling Green issue de la Mid-American Conference.
Il débute vers 20 heures locales (le 27 décembre vers 03 heures en France) et est retransmis à la télévision par ESPN.
Arkansas State remporte le match sur le score de 38 à 31.

## Présentation du match
Il s'agit de la 2e rencontre entre les deux équipes:
| Saison | Date            | Vainqueur     | Score  | Compétition                         |
| ------ | --------------- | ------------- | ------ | ----------------------------------- |
| 1974   | 9 novembre 1974 | Bowling Green | 17 - 0 | Match de saison régulière joué à BG |

| Équipes | Logos | Couleurs | Conférences | Entraîneurs                    | Stats. saison rég. | Classements avant le bowl | Classements avant le bowl | Classements avant le bowl |
| --- | ----- | -------- | ----------- | ------------------------------ | ------------------ | ------------------------- | ------------------------- | ------------------------- |
| Équipes | Logos | Couleurs | Conférences | Entraîneurs                    | Stats. saison rég. | CFP                       | AP                        | Coaches                   |
| Red Wolves d'Arkansas State                                                                                     |       |          | Sun Belt    | Butch Jones (en) (4e saison)   | 7 - 5              | NC                        | NC                        | NC                        |
| Falcons de Bowling Green                                                                                        |       |          | MAC         | Scot Loeffler (en) (6e saison) | 7 - 5              | NC                        | NC                        | NC                        |
| - Arbitre : Garrett Dickerson (CUSA) - Équipe donnée favorite par les bookmakers : Bowling Green par 10½ points |       |          |             |                                |                    |                           |                           |                           |

### Red Wolves d'Arkansas State
Arkansas State termine la saison régulière avec un bilan en saison régulière de 7 victoires et 5 défaites (5-3 en matchs de conférence).
Les Red Wolves ont rencontré deux équipes classées dans le Top 25 de l'AP (défaites contre Michigan 18 à 28 et Iowa State 7 à 52).
Ils terminent la saison régulière classés 3e de la West Division de la Sun Belt Conference derrière Louisiana et Texas State.
À l'issue de la saison 2024 (bowl non compris), ils n'apparaissent pas dans les classements CFP, AP et Coaches.
Il s'agit de leur 5e participation au 68 Ventures Bowl et le 14e bowl de leur histoire :
| Saison | Bowl             | Date           | Vainqueur         | Score   | Finaliste      | Bilan   |
| ------ | ---------------- | -------------- | ----------------- | ------- | -------------- | ------- |
| 2011   | GoDaddy.com Bowl | 8 janvier 2012 | Northern Illinois | 38 - 20 | Arkansas State | D : 0-1 |
| 2012   | GoDaddy.com Bowl | 6 janvier 2013 | Arkansas State    | 17 - 13 | Kent State     | V : 1-1 |
| 2013   | GoDaddy Bowl     | 5 janvier 2014 | Arkansas State    | 23 - 20 | Ball State     | V : 2-1 |
| 2014   | GoDaddy Bowl     | 4 janvier 2015 | Toledo            | 63 - 44 | Arkansas State | D : 2-2 |

### Falcons de Bowling Green
Bowling Green termine la saison régulière avec un bilan de 7 victoires et 5 défaites (6-2 en matchs de conférence), après avoir perdu deux matchs contre des équipes classées dans le Top 25 de l'AP, Penn State (27-34) et Texas A&M (20-26).
Les Falcons terminent la saison régulière classés 4e de la Mid-American Conference.
À l'issue de la saison 2024 (bowl non compris), ils n'apparaissent pas dans les classements CFP, AP et Coaches.
Il s'agit de leur 4e participation au 68 Ventures Bowl et le 15e bowl de leur histoire :
| Saison | Bowl         | Date             | Vainqueur        | Score   | Finaliste     | Bilan   |
| ------ | ------------ | ---------------- | ---------------- | ------- | ------------- | ------- |
| 2004   | GMAC Bowl    | 22 décembre 2004 | Bowling Green    | 52 - 35 | Memphis       | V : 1-0 |
| 2007   | GMAC Bowl    | 6 janvier 2008   | Tulsa            | 63 - 07 | Bowling Green | D : 1-1 |
| 2015   | GoDaddy Bowl | 23 décembre 2015 | Georgia Southern | 58 - 27 | Bowling Green | D : 1-2 |